# Гречко Софія Олексіївна
Софі́я Олексі́ївна Гре́чко (21 червня 2005) — українська плавчиня, заслужений майстер спорту, чемпіонка та призерка Всесвітніх ігор та триразова чемпіонка світу з підводного швидкісного плавання.

## Біографія
Народилася в Харкові.
Плаванням почала займатися в семирічному віці, підводному швидкісному плаванню у моноласті навчалась у тренера Тетяни Красногор. У десятирічному віці разом із батьками переїхала до Києва, де продовжила тренування в дитячо-юнацькій спортивній школі «Аквалідер» у тренерів Євгенія та Андрія Яковлевих.
Вивчає право у фаховому коледжі «Універсум» Київського університету імені Бориса Грінченка.

## Спортивні досягнення
На чемпіонаті світу з плавання в ластах 2021 року в Томську (Росія) виборола дві срібні медалі в естафетній команді 4×100 та 4×200 м та фінішувала третьою на 400-метрівці.
На Всесвітніх іграх 2022 року у Бірмінгемі (США) виборола золото на дистанції 200 м у моноласті (1 хв. 29,57 сек.) та срібло на дистанції 400 м у моноласті.
На чемпіонаті світу з плавання в ластах 2022 року у Калі (Колумбія) тричі підіймалась на вищу сходинку п'єдесталу на дистанціях 400 м та 800 м, а також в естафетній команді 4×200 м та фінішувала другою на 200-метрівці.
На Всесвітніх іграх 2025 року у Ченду (Китай) виборола золото на дистанціях 200 м та 400 м у моноласті.

## Державні нагороди
- Орден «За заслуги» III ст. (23 серпня 2022) — за значні заслуги у зміцненні української державності, мужність і самовідданість, виявлені у захисті суверенітету та територіальної цілісності України, вагомий особистий внесок у розвиток різних сфер суспільного життя, відстоювання національних інтересів нашої держави, сумлінне виконання професійного обов'язку.[1]